# Fleurac (Dordogne)
Pour les articles homonymes, voir Fleurac.
Fleurac est une commune française située dans le département de la Dordogne, en région Nouvelle-Aquitaine.

## Géographie

### Généralités
La commune de Fleurac, traversée par le 45e parallèle nord, est de ce fait située à égale distance du pôle Nord et de l'équateur terrestre (environ 5 000 km). L'intersection du 45e parallèle nord et du 1er méridien à l'est de Greenwich se trouve sur le territoire de la commune.
Dans le quart sud-est du département de la Dordogne, en Périgord noir, le territoire communal est bordé à l'est par le Vimont, un affluent de la Vézère.
Traversé par la route départementale (RD) 31, le bourg de Fleurac est situé sur une colline, entre les vallées du Labinche et du ruisseau de Navarre. En distances orthodromiques, il se trouve douze kilomètres au nord-est du Bugue et quatorze kilomètres au sud-ouest de Montignac-Lascaux.
Le territoire communal est également desservi à l'est par la RD 6 qui longe le Vimont.

### Communes limitrophes
Fleurac est limitrophe de huit autres communes, dont Peyzac-le-Moustier à l'est, sur moins de 300 mètres.
| Rouffignac-Saint-Cernin-de-Reilhac |            | Plazac                                    |
| Mauzens-et-Miremont                | Fleurac    | Saint-Léon-sur-Vézère, Peyzac-le-Moustier |
| Savignac-de-Miremont               | Les Eyzies | Tursac                                    |

### Géologie et relief

#### Géologie
Situé sur la plaque nord du Bassin aquitain et bordé à son extrémité nord-est par une frange du Massif central, le département de la Dordogne présente une grande diversité géologique. Les terrains sont disposés en profondeur en strates régulières, témoins d'une sédimentation sur cette ancienne plate-forme marine. Le département peut ainsi être découpé sur le plan géologique en quatre gradins différenciés selon leur âge géologique. Fleurac est située dans le troisième gradin à partir du nord-est, un plateau formé de calcaires hétérogènes du Crétacé.
Les couches affleurantes sur le territoire communal sont constituées de formations superficielles du Quaternaire et de roches sédimentaires datant pour certaines du Cénozoïque, et pour d'autres du Mésozoïque. La formation la plus ancienne, notée c3b-c, date du Coniacien moyen à supérieur, composée de calcaires bioclastiques grossiers et quartzeux jaunes à bryozoaires et gastéropodes, à niveaux gréseux (formation des Eyzies). La formation la plus récente, notée CFvs, fait partie des formations superficielles de type colluvions carbonatées de vallons secs : sable limoneux à débris calcaires et argile sableuse à débris. Le descriptif de ces couches est détaillé dans  les feuilles « no 783 - Thenon » et « no 807 - Le Bugue » de la carte géologique au 1/50 000 de la France métropolitaine, et leurs notices associées,.

Carte géologique de Fleurac.

#### Relief et paysages
Le département de la Dordogne se présente comme un vaste plateau incliné du nord-est (491 m, à la forêt de Vieillecour dans le Nontronnais, à Saint-Pierre-de-Frugie) au sud-ouest (2 m à Lamothe-Montravel). L'altitude du territoire communal varie quant à elle entre 72 m et 281 m,.
Dans le cadre de la Convention européenne du paysage entrée en vigueur en France le 1er juillet 2006, renforcée par la loi du 8 août 2016 pour la reconquête de la biodiversité, de la nature et des paysages, un atlas des paysages de la Dordogne a été élaboré sous maîtrise d’ouvrage de l’État et publié en octobre 2020. Les paysages du département s'organisent en huit unités paysagères et 14 sous-unités. La commune fait partie du Périgord noir, un paysage vallonné et forestier, qui ne s’ouvre que ponctuellement autour de vallées-couloirs et d’une multitude de clairières de toutes tailles. Il s'étend du nord de la Vézère au sud de la Dordogne (en amont de Lalinde) et est riche d’un patrimoine exceptionnel.
La superficie cadastrale de la commune publiée par l'Insee, qui sert de référence dans toutes les statistiques, est de 22,18 km2,,. La superficie géographique, issue de la BD Topo, composante du Référentiel à grande échelle produit par l'IGN, est quant à elle de 22,75 km2.

### Hydrographie

#### Réseau hydrographique
La commune est située dans le bassin de la Dordogne au sein du Bassin Adour-Garonne. Elle est drainée par le Vimont, le Labinche, le ruisseau de Lavaure, le ruisseau de Navarre, Les Fangues et par divers petits cours d'eau, qui constituent un réseau hydrographique de 20 km de longueur totale,.
Le Vimont, d'une longueur totale de 12,67 km, prend sa source à Bars et se jette dans la Vézère en rive droite, en limite de Tursac et de Peyzac-le-Moustier,. Il arrose la commune au nord-est sur un kilomètre et demi en de multiples bras.
Autre affluent de rive droite de la Vézère, le ruisseau des Fangues prend sa source dans l'est du territoire communal qu'il baigne sur près d'un kilomètre et demi.
Le ruisseau de Lavaure, affluent de rive gauche du Manaurie et sous-affluent de la Vézère, marque la limite communale au sud-ouest sur deux kilomètres, face à Mauzens-et-Miremont et Savignac-de-Miremont.
Affluent de rive gauche du ruisseau de Lavaure, le Labinche traverse la commune du nord au sud sur plus de quatre kilomètres. Son affluent de rive droite le ruisseau de Navarre prend sa source dans le nord du territoire communal qu'il arrose sur près de quatre kilomètres en direction du sud.

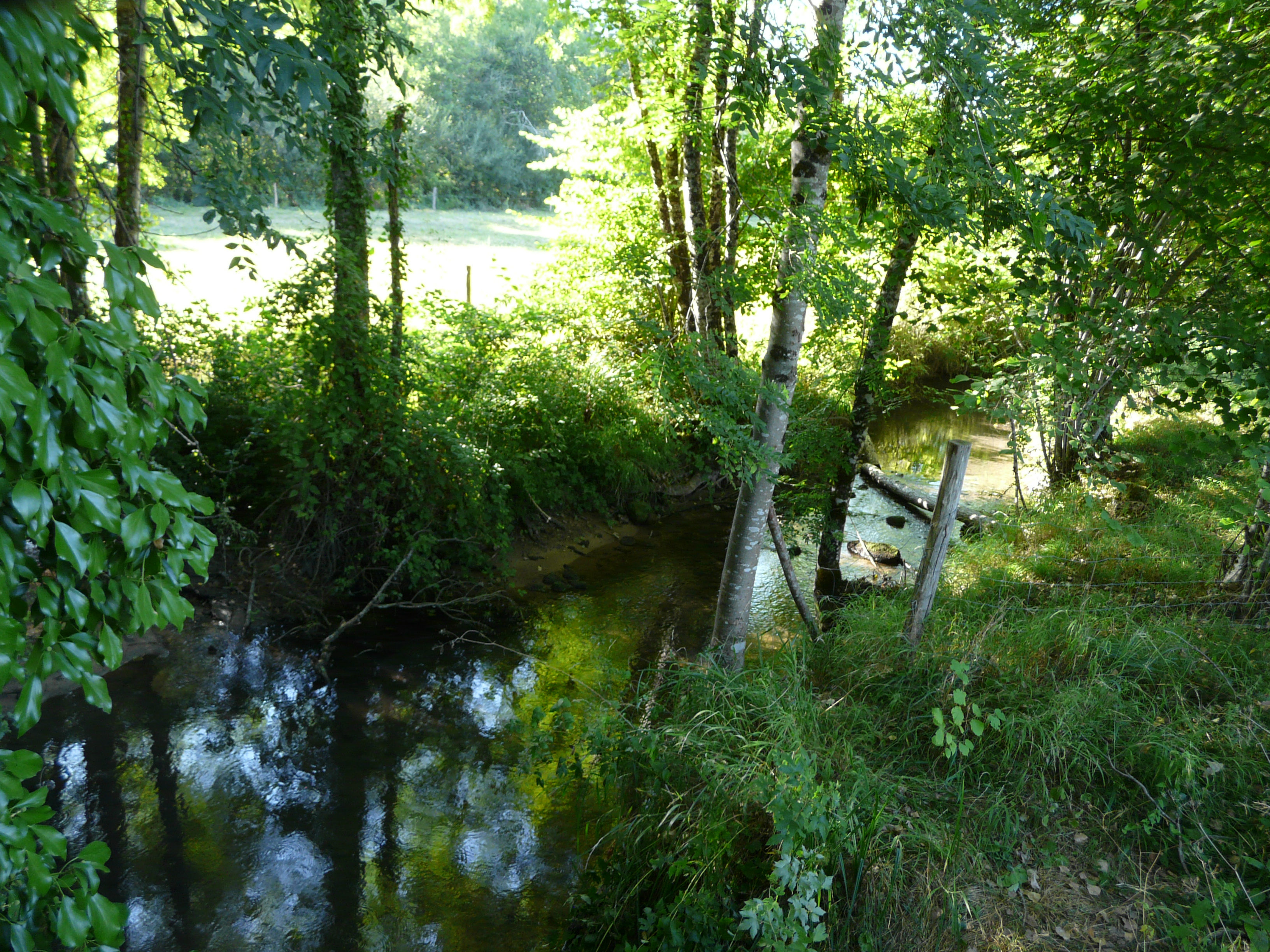
Le Vimont au lieu-dit le Peuch à Fleurac.
Réseaux hydrographique et routier de Fleurac.

#### Gestion et qualité des eaux
Le territoire communal est couvert par le schéma d'aménagement et de gestion des eaux (SAGE) « Vézère-Corrèze ». Ce document de planification, dont le territoire regroupe les bassins versants de la Vézère et de la Corrèze, d'une superficie de 3 730 km2 est en cours d'élaboration. La structure porteuse de l'élaboration et de la mise en œuvre est le conseil départemental de la Corrèze. Il définit sur son territoire les objectifs généraux d’utilisation, de mise en valeur et de protection quantitative et qualitative des ressources en eau superficielle et souterraine, en respect des objectifs de qualité définis dans le troisième SDAGE  du Bassin Adour-Garonne qui couvre la période 2022-2027, approuvé le 10 mars 2022.
La qualité des eaux de baignade et des cours d’eau peut être consultée sur un site dédié géré par les agences de l’eau et l’Agence française pour la biodiversité.

### Climat
Pour des articles plus généraux, voir Climat de la Nouvelle-Aquitaine et Climat de la Dordogne.
Historiquement, la commune est exposée à un climat océanique aquitain.  
En 2020, Météo-France publie une typologie des climats de la France métropolitaine dans laquelle la commune est exposée à un climat océanique altéré et est dans la région climatique  Aquitaine, Gascogne, caractérisée par une pluviométrie abondante au printemps, modérée en automne, un faible ensoleillement au printemps, un été chaud (19,5 °C), des vents faibles, des brouillards fréquents en automne et en hiver et des orages fréquents en été (15 à 20 jours).
Pour la période 1971-2000, la température annuelle moyenne est de 12,2 °C, avec  une amplitude thermique annuelle de 14,8 °C. Le cumul annuel moyen de précipitations est de 996 mm, avec 12,9 jours de précipitations en janvier et 7 jours en juillet. Pour la période 1991-2020, la température moyenne annuelle observée sur la station météorologique la plus proche, située sur la commune de Thenon à 15 km à vol d'oiseau, est de 12,9 °C et le cumul annuel moyen de précipitations est de 907,1 mm,. Pour l'avenir, les paramètres climatiques de la commune estimés pour 2050 selon différents scénarios d’émission de gaz à effet de serre sont consultables sur un site dédié publié par Météo-France en novembre 2022.

## Urbanisme

### Typologie
Au 1er janvier 2024, Fleurac est catégorisée commune rurale à habitat très dispersé, selon la nouvelle grille communale de densité à 7 niveaux définie par l'Insee en 2022.
Elle est située hors unité urbaine et hors attraction des villes,.

### Occupation des sols
L'occupation des sols de la commune, telle qu'elle ressort de la base de données européenne d’occupation biophysique des sols Corine Land Cover (CLC), est marquée par l'importance des forêts et milieux semi-naturels (65,6 % en 2018), en diminution par rapport à 1990 (66,5 %). La répartition détaillée en 2018 est la suivante : 
forêts (65,1 %), prairies (22,2 %), zones agricoles hétérogènes (12,2 %), milieux à végétation arbustive et/ou herbacée (0,5 %). L'évolution de l’occupation des sols de la commune et de ses infrastructures peut être observée sur les différentes représentations cartographiques du territoire : la carte de Cassini (XVIIIe siècle), la carte d'état-major (1820-1866) et les cartes ou photos aériennes de l'IGN pour la période actuelle (1950 à aujourd'hui).

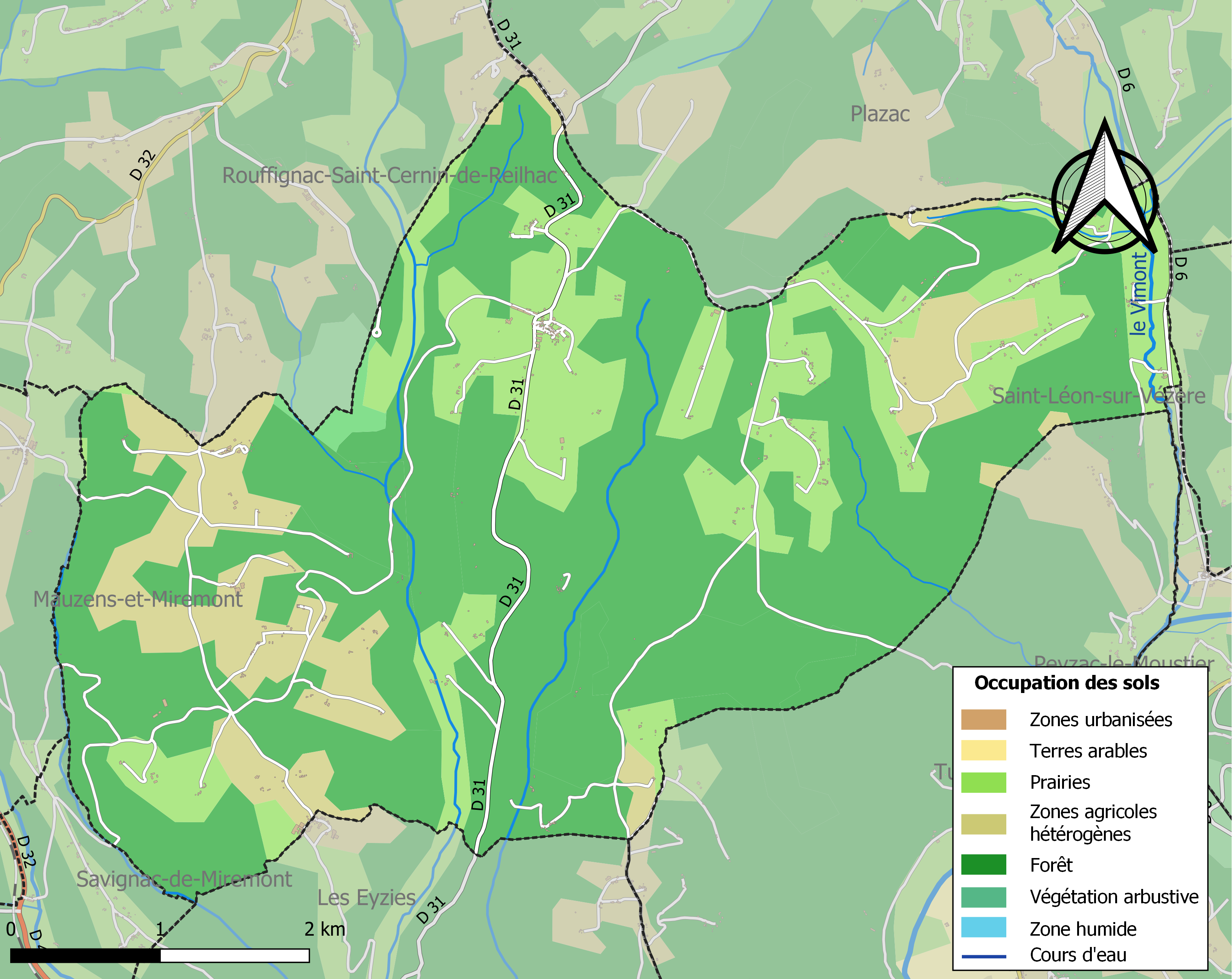
Carte des infrastructures et de l'occupation des sols de la commune en 2018 (CLC).

### Prévention des risques
Le territoire de la commune de Fleurac est vulnérable à différents aléas naturels : météorologiques (tempête, orage, neige, grand froid, canicule ou sécheresse), feux de forêts, mouvements de terrains et séisme (sismicité très faible). Un site publié par le BRGM permet d'évaluer simplement et rapidement les risques d'un bien localisé soit par son adresse soit par le numéro de sa parcelle.
Fleurac est exposée au risque de feu de forêt. L’arrêté préfectoral du 14 mars 2013 fixe les conditions de pratique des incinérations et de brûlage dans un objectif de réduire le risque de départs d’incendie. À ce titre, des périodes sont déterminées : interdiction totale du 15 février au 15 mai et du 15 juin au 15 octobre, utilisation réglementée du 16 mai au 14 juin et du 16 octobre au 14 février. En septembre 2020, un plan inter-départemental de protection des forêts contre les incendies (PidPFCI) a été adopté pour la période 2019-2029,.

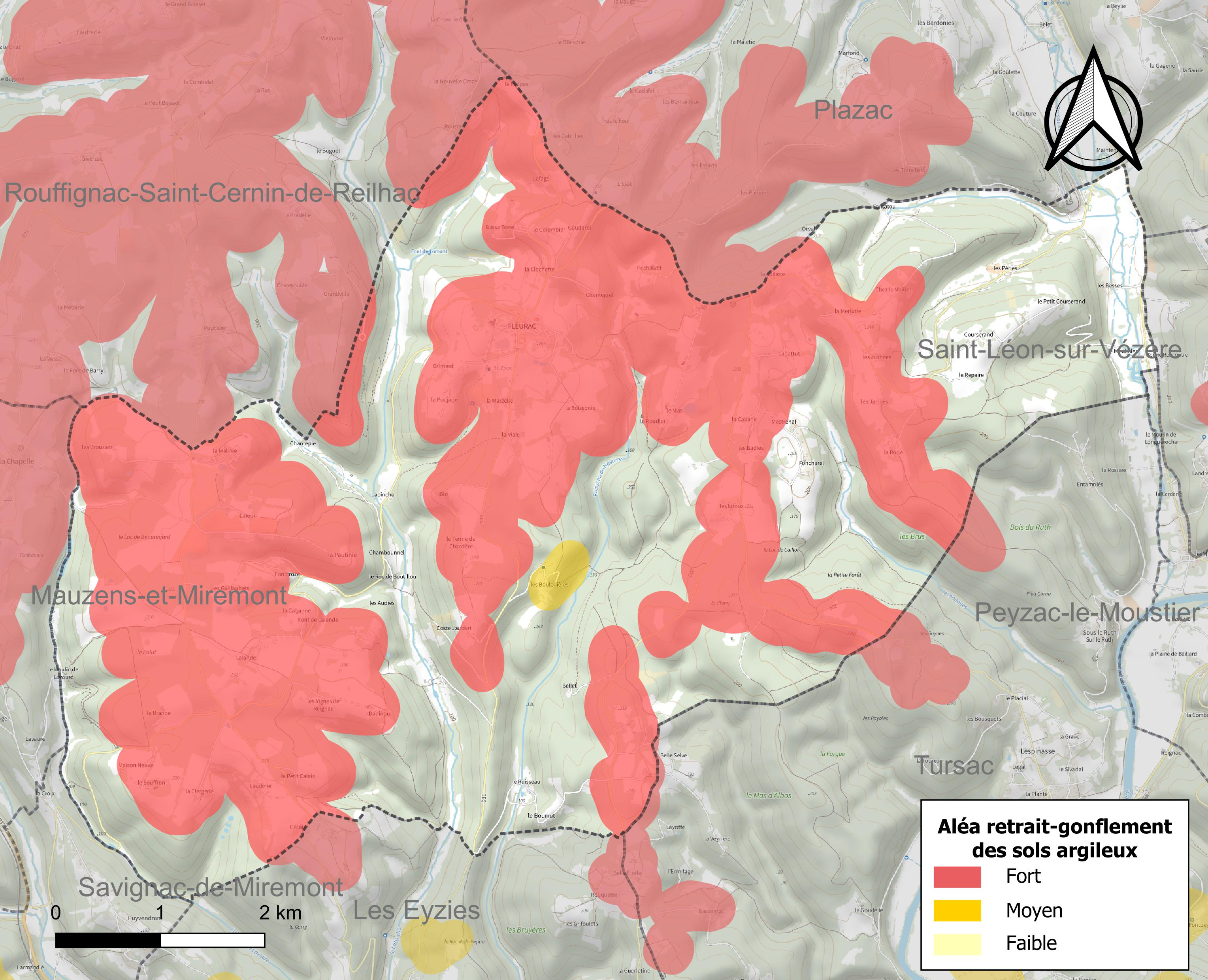
Carte des zones d'aléa retrait-gonflement des sols argileux de Fleurac.

Les mouvements de terrains susceptibles de se produire sur la commune sont des tassements différentiels. Le retrait-gonflement des sols argileux est susceptible d'engendrer des dommages importants aux bâtiments en cas d’alternance de périodes de sécheresse et de pluie. 54,4 % de la superficie communale est en aléa moyen ou fort (58,6 % au niveau départemental et 48,5 % au niveau national métropolitain). Depuis le 1er octobre 2020, en application de la loi ÉLAN, différentes contraintes s'imposent aux vendeurs, maîtres d'ouvrages ou constructeurs de biens situés dans une zone classée en aléa moyen ou fort,.
La commune a été reconnue en état de catastrophe naturelle au titre des dommages causés par les inondations et coulées de boue survenues en 1982, 1999 et 2008, par la sécheresse en 1989, 1991, 1992, 1997, 2005 et 2011 et par des mouvements de terrain en 1999.

## Toponymie
Le lieu est attesté au XIIIe siècle sous la forme Floyracum.
Fleurac est issu du nom de domaine d'un propriétaire gallo-roman, nommé Florius, dérivé du latin Florus, suivi du suffixe -acum, correspondant au « domaine de Florius ».
Florius explique les formes anciennes de type Floyr-, comme dans les noms de type occitan Floirac. Même chose pour les Fleury, Fleurey et Fleuré de langue d'oïl qui ont le plus souvent des formes anciennes de type Floriacum.
En occitan, la commune porte le nom de Flurac.
Sur la planète Mars, en février 2021, l'une des cibles d'analyses poussées effectuées sur un affleurement sédimentaire par l'astromobile Curiosity de la NASA, est baptisée d'après la commune.

## Histoire
Même si la première apparition écrite du nom du village remonte au XIIIe siècle, l'église romane lui est antérieure.
Fleurac a longtemps été une terre viticole. Aux XVIe et XVIIe siècles, le domaine du château produit un vin d'excellente qualité. Les seigneurs très puissants de l'époque en tirent de gros profits. Il y a des expéditions de vin jusqu'en Hollande grâce aux gabarres sur la Dordogne et aux bateaux depuis Libourne.
Vers 1880, le phylloxera anéantit le vignoble et provoque la ruine des châtelains de l'époque (famille De Beauroyre) qui souhaitent replanter. Au début du XXe siècle, la famille Normant, riches industriels du textile de Romorantin et nouveaux châtelains de Fleurac, plante des variétés nobles : cabernet, merlot, plants français greffés et quelques hybrides 5454. Au total, une bonne cinquantaine d'hectares est planté.
Un chai en pierre de taille est construit à la même époque (toit en terrasse et trois niveaux). Il abrite seize foudres en bois de chêne d'une contenance de 65 barriques de 220 litres et deux de 45 barriques. Par ailleurs, 200 à 300 barriques en chêne s'alignent sur deux rangs face à une petite voie ferrée où circulent de petits wagonnets. La production du vin rouge est dominante. Le vin blanc doux a gardé une certaine renommée.
La production atteint plus de 1 000 barriques entre les deux guerres puis s'essouffle progressivement au fil des ans. Aucune classification du vin n'ayant été possible, le régisseur de l'époque décide de procéder à une reconversion du domaine.
Des primes d'arrachage marquent un terme à la production de vin à Fleurac vers le début des années 1960. Tout le matériel de vinification est revendu ; le domaine ne tarde pas à être morcelé. La fin des années 1960 marque l'arrêt total de l'exploitation agricole au château de Fleurac.

## Politique et administration

### Administration municipale
La population de la commune étant comprise entre 100 et 499 habitants au recensement de 2017, onze conseillers municipaux ont été élus en 2020,.

### Liste des maires
| Période                                  | Période  | Identité        | Étiquette | Qualité     |
| ---------------------------------------- | -------- | --------------- | --------- | ----------- |
| Les données manquantes sont à compléter. |          |                 |           |             |
|                                          |          |                 |           |             |
| 1989 (réélu en mai 2020)                 | En cours | Jean-Paul Bouet | SE        | Agriculteur |

## Équipements et services publics

### Justice
Dans le domaine judiciaire, Fleurac relève : 
- du tribunal de proximité de Sarlat-la-Canéda ;
- du tribunal judiciaire, du tribunal pour enfants, du conseil de prud'hommes et du tribunal de commerce de Bergerac ;
- du pôle Nationalité du tribunal judiciaire de Périgueux (compétent uniquement dans le domaine de la nationalité) ;
- de la cour d'appel et de la  cour administrative d'appel de Bordeaux.

## Population et société

### Démographie
Les habitants de Fleurac se nomment les Fleuracois.
L'évolution du nombre d'habitants est connue à travers les recensements de la population effectués dans la commune depuis 1793. Pour les communes de moins de 10 000 habitants, une enquête de recensement portant sur toute la population est réalisée tous les cinq ans, les populations de référence des années intermédiaires étant quant à elles estimées par interpolation ou extrapolation. Pour la commune, le premier recensement exhaustif entrant dans le cadre du nouveau dispositif a été réalisé en 2005.

En 2022, la commune comptait 320 habitants, en évolution de +30,08 % par rapport à 2016 (Dordogne : +0,37 %, France hors Mayotte : +2,11 %).
| 1793 | 1800 | 1806 | 1821 | 1831 | 1836  | 1841  | 1846  | 1851 |
| ---- | ---- | ---- | ---- | ---- | ----- | ----- | ----- | ---- |
| 860  | 832  | 718  | 861  | 938  | 1 023 | 1 038 | 1 048 | 903  |

| 1856 | 1861 | 1866 | 1872 | 1876 | 1881 | 1886 | 1891 | 1896 |
| ---- | ---- | ---- | ---- | ---- | ---- | ---- | ---- | ---- |
| 923  | 944  | 929  | 852  | 891  | 819  | 730  | 684  | 600  |

| 1901 | 1906 | 1911 | 1921 | 1926 | 1931 | 1936 | 1946 | 1954 |
| ---- | ---- | ---- | ---- | ---- | ---- | ---- | ---- | ---- |
| 645  | 617  | 560  | 515  | 501  | 501  | 382  | 394  | 316  |

| 1962 | 1968 | 1975 | 1982 | 1990 | 1999 | 2005 | 2006 | 2010 |
| ---- | ---- | ---- | ---- | ---- | ---- | ---- | ---- | ---- |
| 323  | 285  | 239  | 219  | 220  | 221  | 263  | 270  | 240  |

| 2015 | 2020 | 2022 | - | - | - | - | - | - |
| ---- | ---- | ---- | - | - | - | - | - | - |
| 247  | 300  | 320  | - | - | - | - | - | - |

## Économie

### Emploi
En 2015, parmi la population communale comprise entre 15 et 64 ans, les actifs représentent 109 personnes, soit 44,1 % de la population municipale. Le nombre de chômeurs (treize) a diminué par rapport à 2010 (dix-neuf) et le taux de chômage de cette population active s'établit à 11,9 %.

### Établissements
Au 31 décembre 2015, la commune compte cinquante-deux établissements, dont trente-trois au niveau des commerces, transports ou services, sept dans la construction, sept relatifs au secteur administratif, à l'enseignement, à la santé ou à l'action sociale, et cinq dans l'agriculture, la sylviculture ou la pêche.

## Culture locale et patrimoine

### Lieux et monuments
Dans le centre du bourg se trouve l'église Sainte-Marie ou Notre-Dame-de-l'Assomption, datant des XIIe et XVe siècles. C'est une église fortifiée qui présente un clocher-mur du XIXe siècle et un bahut défensif au niveau du chœur. Une tour barlongue avec consoles et mâchicoulis surmonte encore de nos jours le sanctuaire.
Fleurac abrite plusieurs édifices nobles :
- le château de Malbec des XVIe et XIXe siècles ;
- le château du Cluzeau des XVIe et XVIIIe siècles ;
- le château de Souffron des XVIIe et XIXe siècles ;
- le château du Peuch du XVIIIe siècle ;
- le château de Fleurac début XXe siècle, qui abritait anciennement un musée automobile[61].

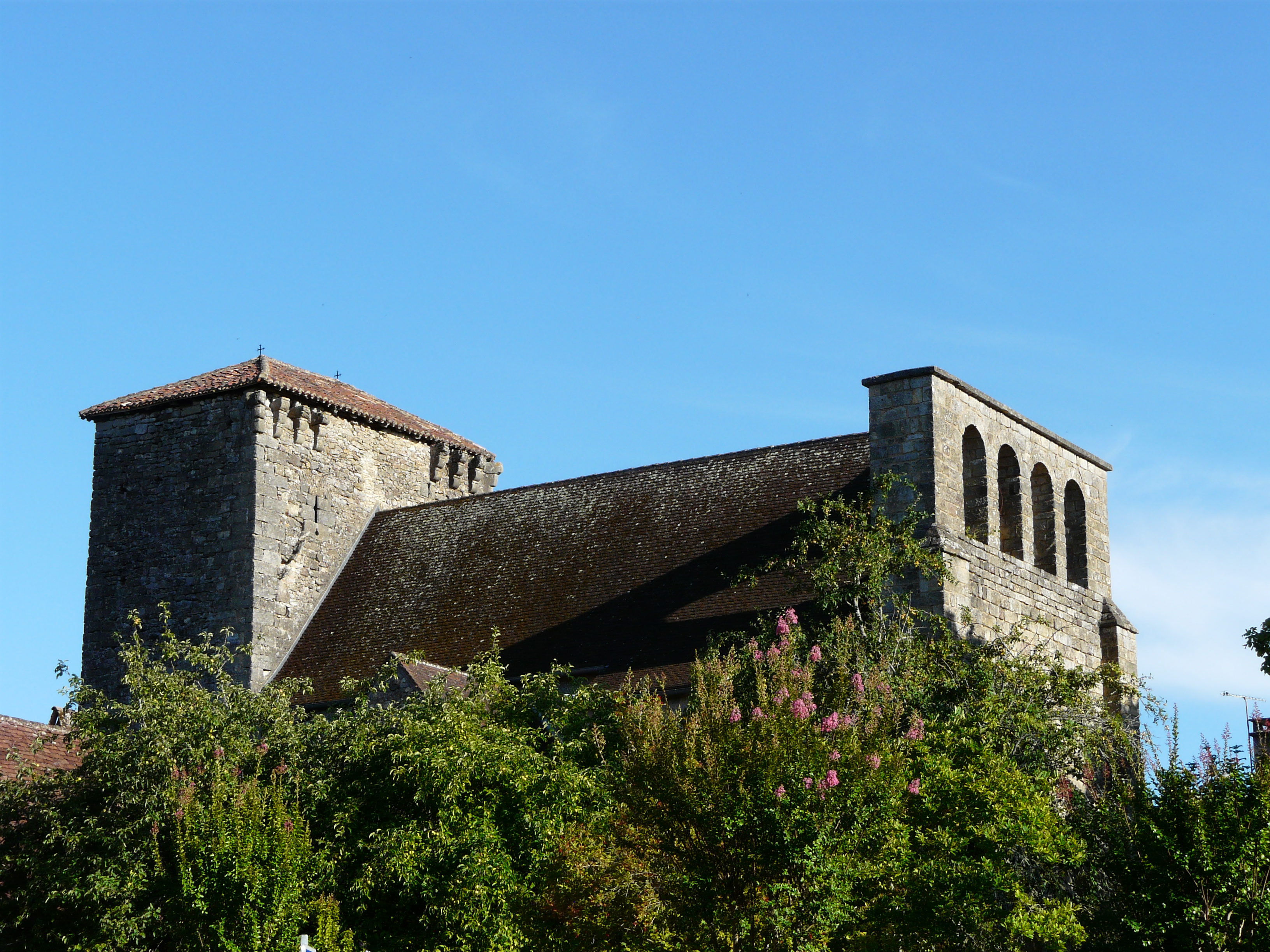
L'église Sainte-Marie.
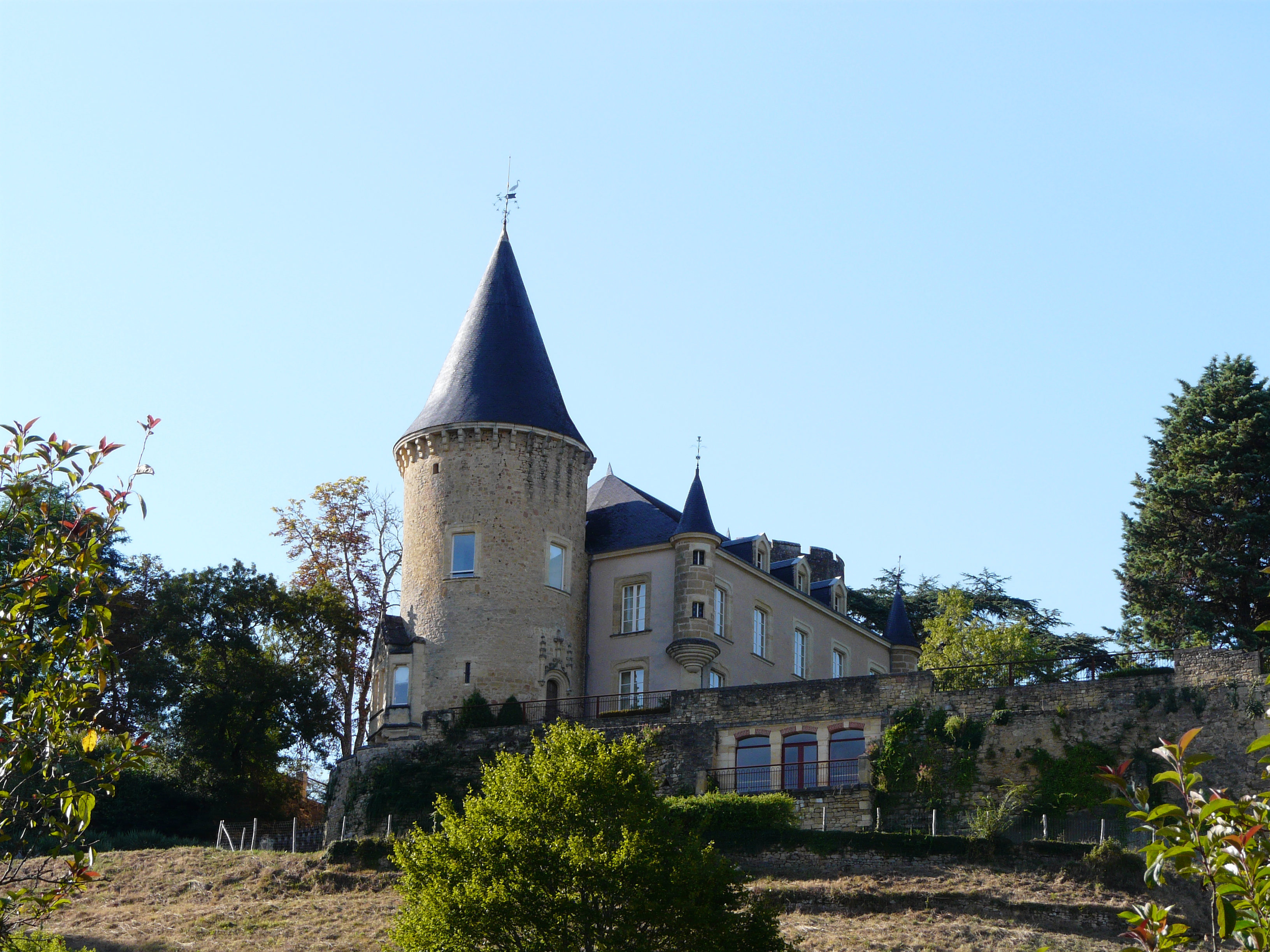
Le château du Peuch.
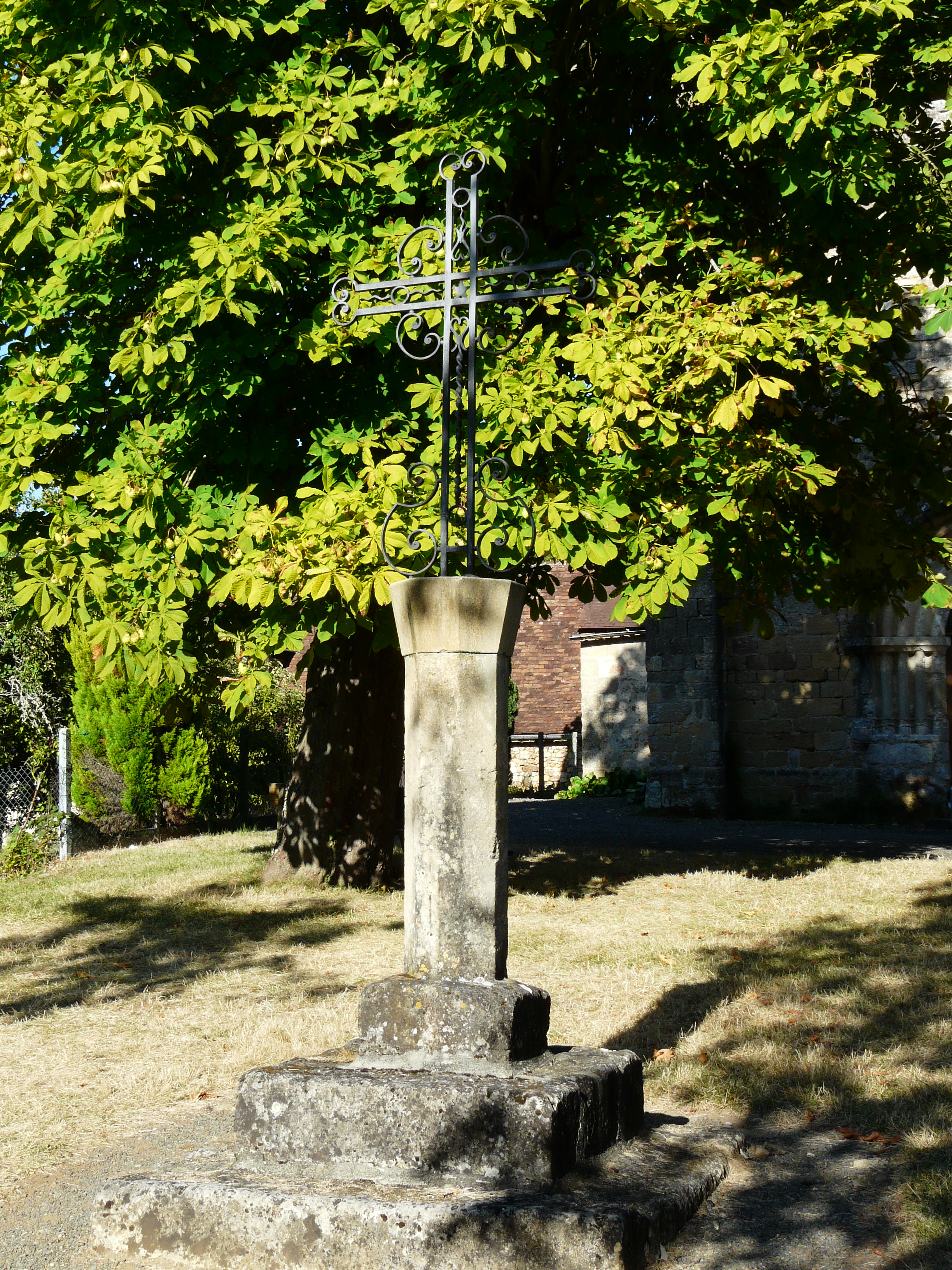
Croix devant l'église.
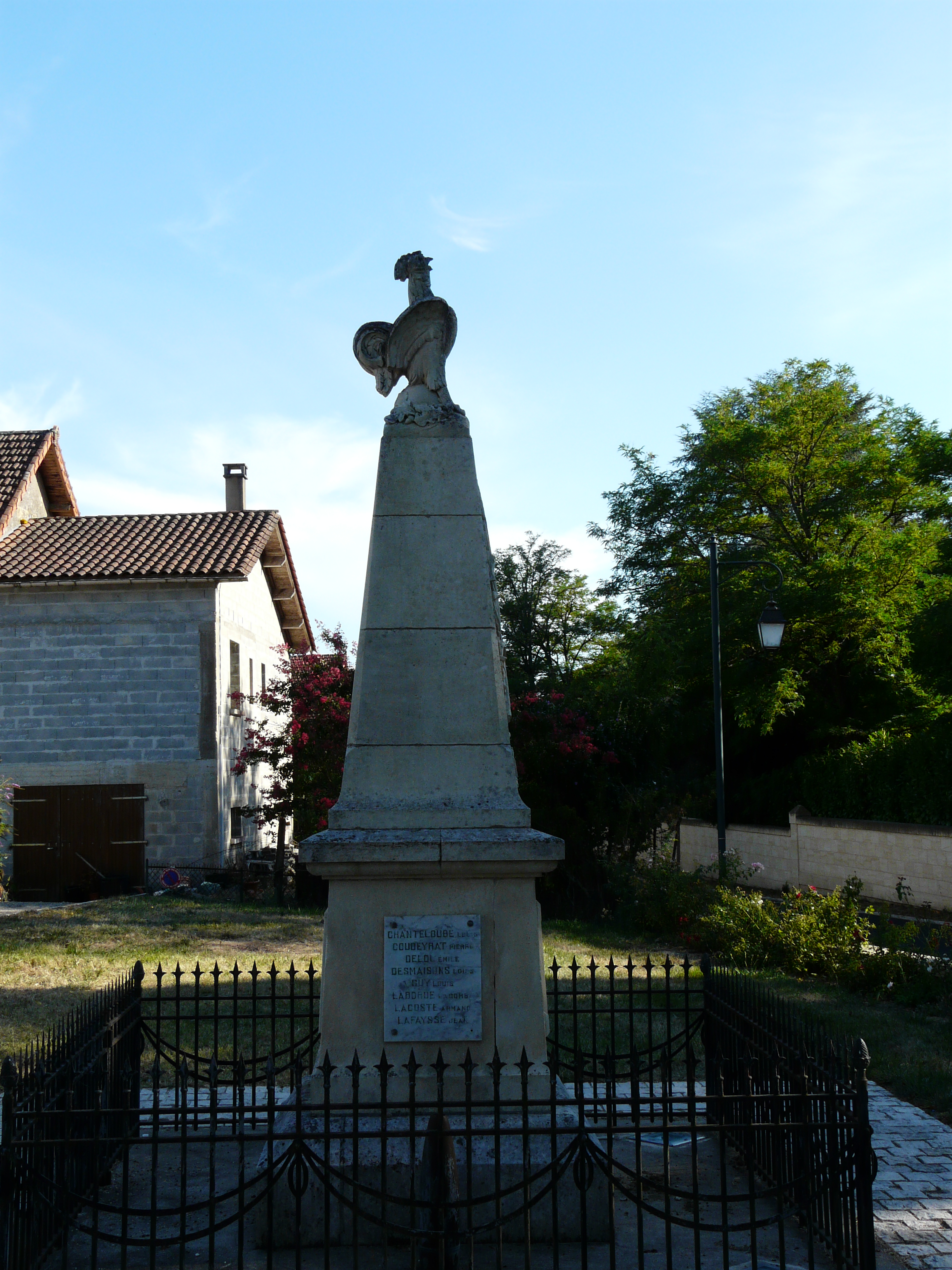
Le monument aux morts.

### Héraldique
| Blason de Fleurac | Blason  | D'azur à trois têtes de griffon d'argent.        |
| Blason de Fleurac | Détails | Le statut officiel du blason reste à déterminer. |

## Pour approfondir